# Porte de Nevers

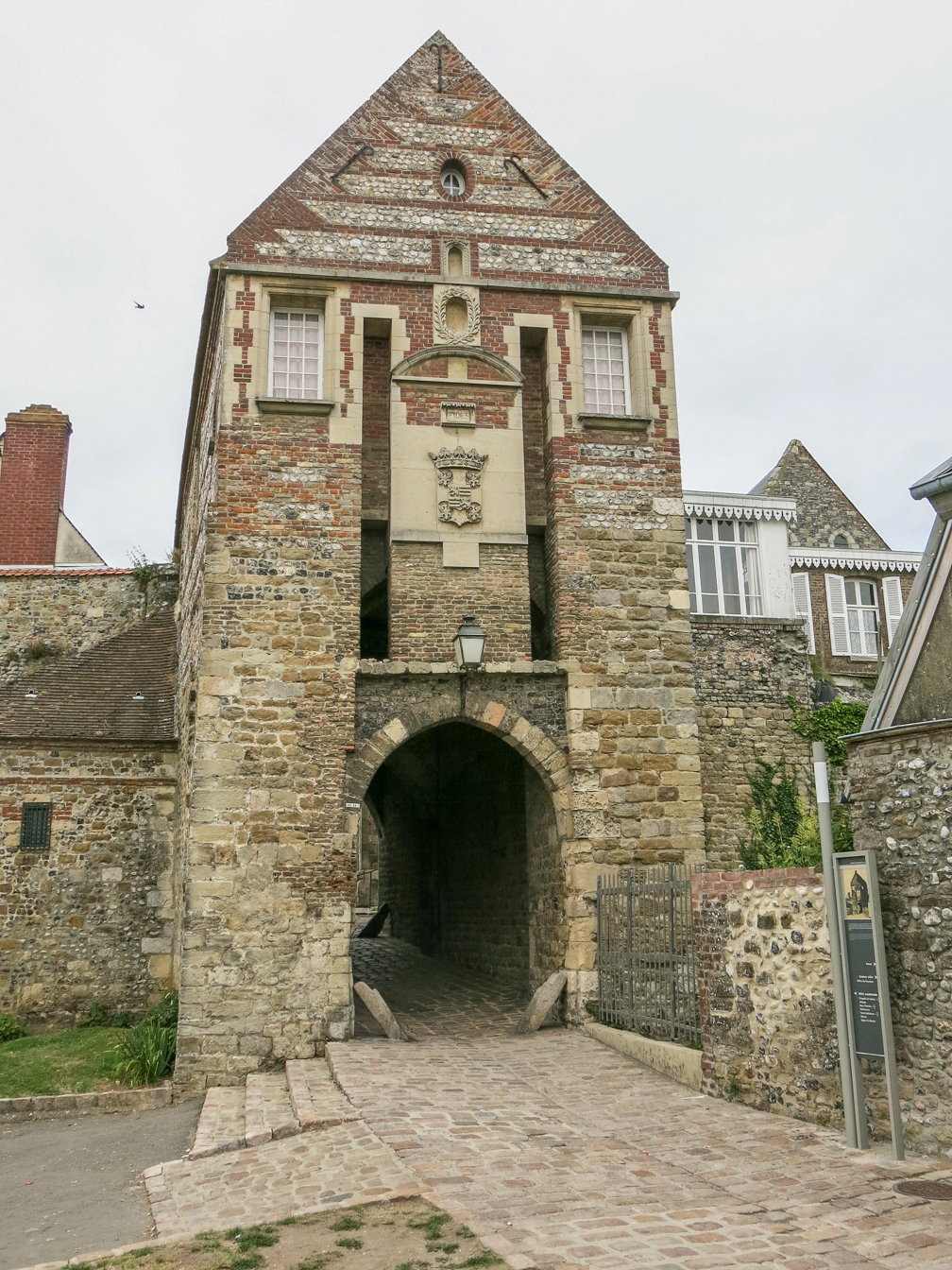
Porte de Nevers

De Porte de Nevers of Porte du Bas is een stadspoort in de tot het Franse departement Somme behorende stad Saint-Valery-sur-Somme.
Deze stadspoort werd in de 16e eeuw gebouwd als een hoog poortgebouw met puntgevel. In de voorgevel zijn twee langgerekte openingen te zien, waarin vroeger de kabels van de ophaalbrug bevestigd waren. Ook vindt men in de voorgevel het wapenschild van Graaf de Gonzague-Nevers met het devies fides, wat lang ook het devies van de stad was. Dit heeft betrekking op de deelname van de militie van de stad aan de Slag bij Bouvines in 1214.
In de ruimte boven de poort bevond zich de wacht. Ook was er een cachot, dat tegenwoordig als tentoonstellingsruimte dienstdoet.